# Синелицый амазон
Синелицый амазон (лат. Amazona versicolor) — птица семейства попугаевых.

## Внешний вид
Длина тела 43 см. Окраска оперения зелёное. Лоб и передняя часть головы сине-фиолетовые. Голова, ушки и щёки — голубые. У некоторых особей красное пятно на груди, у других — лишь заметный след. Первостепенные маховые сине-фиолетовые, второстепенные — зелёные с сине-фиолетовыми кончиками, на крайних имеется красное «зеркало». Подкрылья зелёно-голубые. Крайние хвостовые перья сине-красные у основания. Окологлазные кольца тёмно-серые. Радужка светло-оранжевая. Лапы серые. Клюв тёмно-серый, к основанию светлее и желтее.

## Распространение
Обитает на острове Сент-Люсия (Малые Антильские острова).

## Образ жизни
Населяет горные леса, влажные леса на склонах до высоты 1000 м над уровнем моря.

## Угрозы и охрана
Находится на грани исчезновения. Помимо многолетней вырубки и выкорчёвывания старых деревьев, замены лесов плантациями, популяциям этих птиц регулярно наносили ущерб охотники и птицеловы. На конец XX века в дикой природе насчитывалось около 400 особей. Находится под программой государственной защиты. В 1980 году был официально объявлен национальной птицей Сент-Люсии.